# Hình tượng con nhện trong văn hóa

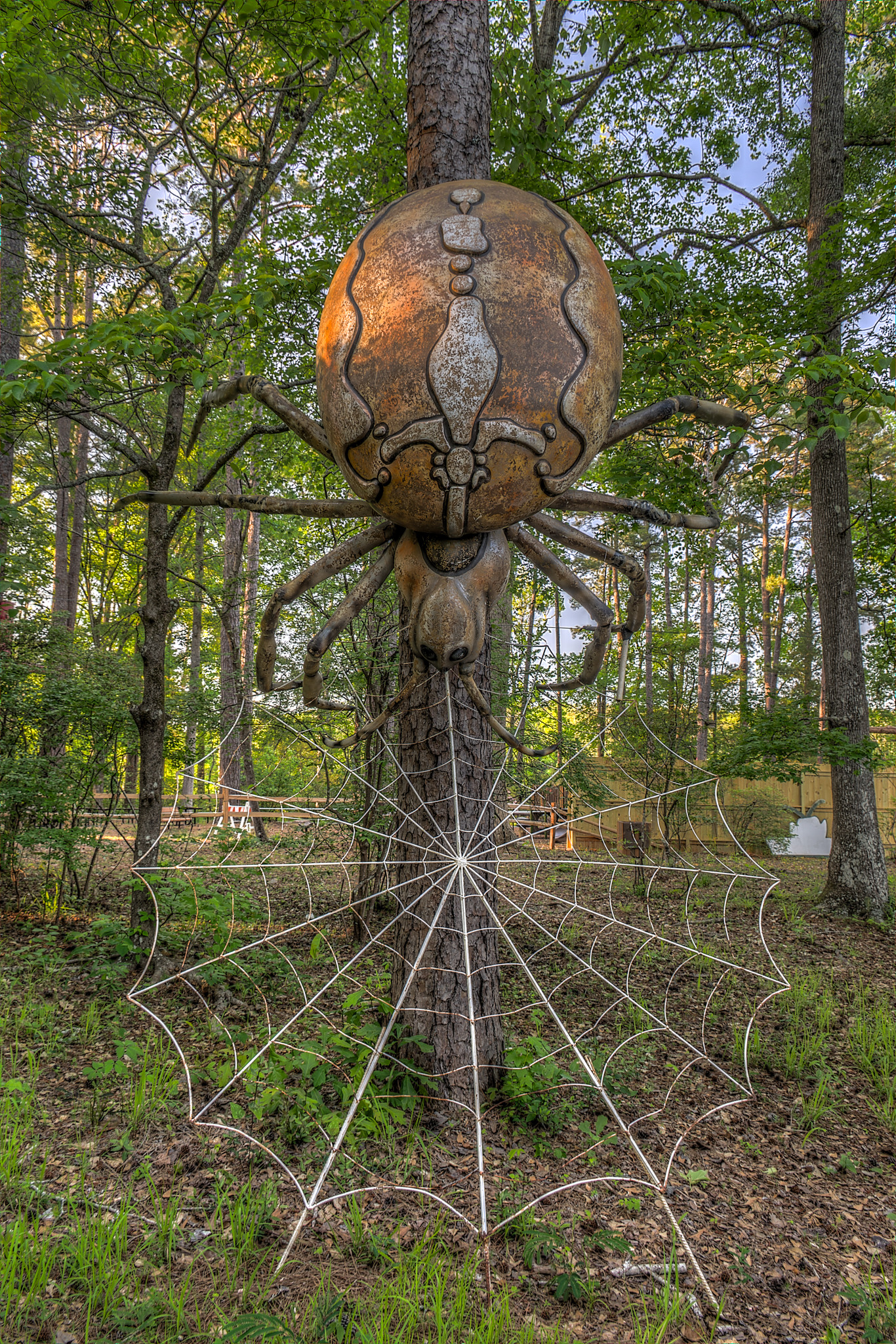
Trong nhiều nền văn hóa, nhện được khuôn mẫu như những sinh vật đáng ghê sợ, là hiện thân của yêu tinh, quái vật

Trong suốt lịch sử, hình tượng con nhện đã được hiện diện trong văn hóa đại chúng, trong thần thoại và trong chủ nghĩa tượng trưng (symbolism), và tồn tại trong các nền văn hóa từ thần thoại Hy Lạp đến văn hóa dân gian châu Phi và văn hóa dân gian Á Đông với những biểu tượng đa nghĩa. Chúng là sinh vật gớm ghiếc ác độc vì nọc độc và cái chết từ từ mà nó gây ra, thường được coi là một lời nguyền, chúng gắn với các thế lực hắc ám, đen tối, nhưng con nhện cũng tượng trưng cho sự kiên nhẫn và bền bỉ.
Các nhà triết học thường sử dụng mạng nhện như một phép ẩn dụ hoặc phép loại suy và một trong những phương pháp triết học là phương pháp con nhện tượng trưng cho sự giáo điều, và ngày nay các thuật ngữ như Internet hoặc World Wide Web gợi lên sự liên kết của một mạng nhện vì một trong những biểu tượng được xem là độc nhất vô nhị của loài nhện là mạng nhện, hình dạng mạng nhện chằng chịt nhưng logic, giúp nhện làm đường đi, tìm mồi, gọi bạn tình. Con nhện an vị trên mạng nhện của nó là một biểu tượng của trung tâm thế giới, do đó mà nó được tôn xưng như gã thợ dệt vĩnh hằng của một mạng lưới ảo tượng, nhện gắn liền với huyền thoại sáng tạo vì chúng dường như dệt nên thế giới nghệ thuật của riêng mình.

## Phản diện
Nhện là một biểu tượng với ba nghĩa xuất phát từ quyền năng sáng tạo của loài nhện, như được minh hoạ trong hành động giăng tơ dệt mạng của chúng, tính độc địa của loài nhện và mạng nhện như một mạng lưới xoắn ốc tụ về một tâm điểm. Nhện vốn được xếp vào nhóm con vật có khả năng tu luyện, hoá phép theo các truyền thuyết có từ xa xưa và trong một khía cạnh này nó tượng trưng cho các loài yêu tinh, yêu quái (yêu tinh nhện hay nhền nhện) và đơn giản chúng là loài săn mồi, nhiều con còn có độc. 

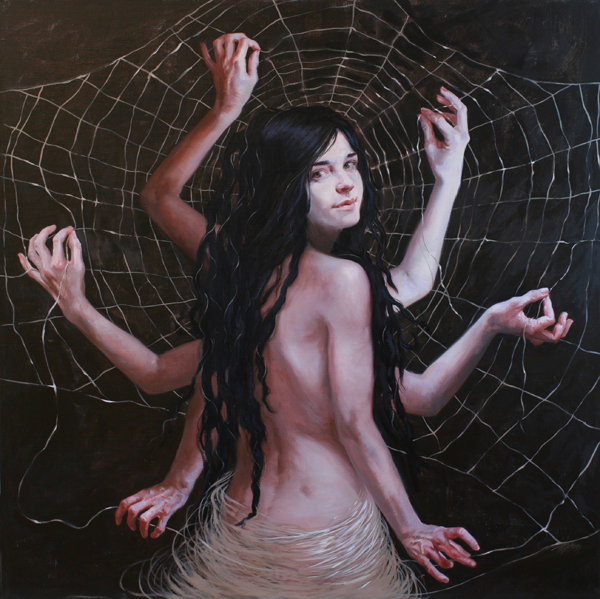
Hình tượng nhện gắn với nữ yêu tinh

Con nhện độc ác và đáng sợ (nhền nhện) là hình mẫu phổ biến vì nhện thường khiến mọi người sợ hãi vì vẻ ngoài của chúng. Hội chứng sợ nhện (Arachnophobia) là một trong những nỗi ám ảnh phổ biến nhất. Hầu hết những người bị nhện cắn là nghiêm trọng về mặt y tế, chẳng hạn như nhện ẩn dật và nhện góa phụ đen. Nhện cũng thường được mô tả sai là côn trùng và bị khinh khi nhưng trong thực tế, chúng được phân loại khoa học là loài thuộc lớp Hình nhện còn côn trùng thuộc ngành Chân khớp.
Ví dụ về những con nhện là nhân vật phản diện và là nỗi sợ hãi: Người nhện và Con ruồi, Ungoliant, Vương quốc Nhện, Thekla trong Maya the Bee, Huyền thoại đô thị Người nhện. Nhân vật thần thoại Hy Lạp Arachne bị biến thành một con nhện như một hình phạt. Con nhện trong Little Miss Muffet khiến cô Muffet sợ hãi. Peter Parker trong Spider-Man có được sức mạnh của mình do bị nhện cắn. Trong truyện kinh dị, nhện khổng lồ là một con quái vật nổi tiếng, ví dụ: Tsuchigumo, Nhện đen, Nhện Trái đất, Con nhện Shelob trong Chúa tể của những chiếc nhẫn,  Atlach-Nacha, Tarantula, Ngôi sao băng, Aragog, Cuộc xâm lược của loài nhện khổng lồ, Freaks tám chân, Lolth, rồi những con quái vật nhện chân dài trong bộ phim Kingkong: Skull Island
Trong tiểu thuyết Tây Du Ký có những con yêu tinh nhền nhện hay nhện thành tinh sống ở Bàn Tơ Động. Bảy con yêu nhền nhện gồm A Hoàng, A Lam, A Lục, A Thanh, A Tranh, A Tử, A Xích đã lập mưu bắt Đường Tăng nhưng bị Tôn Ngộ không và Trư Bát Giới đánh nhau ở bờ suối lúc bảy con yêu nhền nhện đang tắm, sau đó, Tôn Ngộ Không đốt cháy động, cuối cùng được Tì Lam Bà bồ tát thu phục. Trong thần thoại Nhật Bản còn có Jorōgumo là một con yêu quái nhện dưới lốt của một người phụ nữ. chuyên đi quyến rũ nam giới và ăn thịt họ, nó là con nhện 400 năm tuổi và đã tu luyện thành yêu tinh chuyên đi hại người, có khả năng biến thân thành một phụ nữ xinh đẹp, xuất hiện trong hình dáng nửa thân trên là người, nửa thân dưới mang hình hài của loài nhện. 

## Tích cực

Tượng nhện chân dài

Đặc tính nổi bật nhất của Nhện mà khi nhắc đến ai cũng biết đó là cơ thể nó tự nhả tơ để phục vụ việc di chuyển, giăng lưới từ tơ để xây tổ dùng làm nơi cư trú, nơi quyến rũ bạn tình, sinh sản và cả săn mồi nên đây được ví là biểu tượng của sự tinh khôn, của sự nỗ lực của người biết phát huy nội lực bản thân. Trong thực tế, nhện là loài vật nhỏ, mỏng manh nhưng cực kỳ tháo vát, bền gan và có khả năng vượt khó. Con nhện siêng năng, bền bỉ còn được ghi nhận theo truyền thuyết, vị vua người Scotland Robert the Bruce từng trú ẩn trong một hang động trên đảo Rathlin, nơi ông chứng kiến một con nhện liên tục không trèo được sợi tơ của nó lên mạng cho đến khi cuối cùng nó đã thành công đã truyền cảm hứng cho ông.
Những ví dụ hiếm hoi về một con nhện được mô tả tích cực bao gồm: Charlotte A. Cavatica từ bộ phim Charlotte's Web; trong Legend of the Christmas Spider, Iktomi, The Spider Grand grand, Areop-Enap, Anansi, Itsy Bitsy Spider, Spider và Miss Spider từ James và Giant Peach. Trong văn hóa đại chúng Mỹ, siêu anh hùng Người nhện (Spiderman) trong bộ truyện tranh cùng tên là một trong những nhân vật anh hùng chính nghĩa nổi bật nhất của nước Mỹ. Một trong những điều làm nên hình tượng về sự tài lộc của nhện là do cấu trúc cơ thể của chúng. Nhện không có kết 3 phần: đầu, ngực, bụng như các loại côn trùng khác mà có 2 phần là đầu và bụng, nên sự kết hợp giữa đầu và bụng làm thân hình nhện trong vuông vức, tròn đều như ý nghĩa của tài lộc.

## Thờ nhện

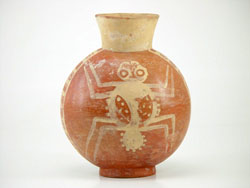
Hình tượng nhện trên đồ gốm ở Nam Mỹ

Một số nền văn hóa còn có tục thờ động vật là con nhện. Tại Peru có một ngôi đền cổ 3.000 năm tuổi thờ bức tượng một con nhện chúa được tìm thấy. Bức tượng trong đền là sự kết hợp của nhiều con vật, trongđó phần đầu và cổ là nhện, chiếc miệng của một con mèo lớn, và kèm theo một chiếc mũi khoằm như mỏ của loài chim. Rất nhiều đường thẳng đan chéo nhau vòng quanh cổ, tạo thành hình một cái lưới, tượng trưng cho quyền lực và là dấu hiệu của sự tiến bộ và phồn vinh của chế độ lúc đó vì việc đặt bẫy bằng lưới bắt được nhiều mồi hơn là đi săn bằng giáo mác. Hình tượng con nhện còn thể hiện ý nghĩa chính trị, bất cứ một quan điểm chính trị nổi bật nào cũng buộc phải liên kết với vị chúa tể này.